# Liste de bases de données de généalogie
 (décembre 2014).
Si vous disposez d'ouvrages ou d'articles de référence ou si vous connaissez des sites web de qualité traitant du thème abordé ici, merci de compléter l'article en donnant les références utiles à sa vérifiabilité et en les liant à la section « Notes et références ».
Cet article est une liste de bases de données de généalogie liées à la généalogie. La liste ne vise pas à l’exhaustivité.

## Liste
- FamilySearch : base de données développée par les Mormons.
- GeneaBank : comprend les dépouillements réalisés par les associations généalogiques adhérentes.
- Geneanet : multilingue. Comprend un milliard d'enregistrements[Quand ?].
- MyHeritage : moteur de recherche agrégateur de bases de données généalogiques.
- Roglo : francophone et multilingue, plus de dix millions d'individus, tous reliés par des liens familiaux.
- WikiTree : arbre unique gratuit mis à jour en mode wiki par plus de 600 000 généalogistes et contenant plus de 21 000 000 de personnes répertoriées et sourcées (août 2019)
- ModeleGenealogique : ressources et modèles gratuits d'arbres généalogiques.

## Pour approfondir